# Mississippi River and Bonne Terre Railway
| T.V. Young, der Superintendent der M.R. & B.T. in einer Draisine |                                    |                        |                        |
| Streckenverlauf der M.R.& B.T. vom Mississippi zu den Blei-Bergwerken, 1908 |                                    |                        |                        |
| Streckenlänge: | 94,574 mi = 152,2 km               |                        |                        |
| Spurweite: | Erst 914 mm (3 Fuß) Später 1435 mm |                        |                        |
| Maximale Neigung: | 18 ‰                               |                        |                        |
| Minimaler Radius: | 717 Fuß = 218,5 m                  |                        |                        |
| |                                    |                        |                        |
| \| \| 08:55 \| Riverside \| Riverside \| \| \| 09:02 \| Herculaneum \| Herculaneum \| \| \| 09:19 \| Chrystal City – Festus \| Chrystal City – Festus \| \| \| 09:18 \| Howe \| Howe \| \| \| 09:27 \| Plattin \| Plattin \| \| \| 09:38 \| Flucom \| Flucom \| \| \| 09:50 \| Oakvale \| Oakvale \| \| \| 09:50 \| Valles Mines \| Valles Mines \| \| \| 09:57 \| Tunnel \| Tunnel \| \| \| 09:59 \| Silver Springs \| Silver Springs \| \| \| 10:08 \| Big River \| Big River \| \| \| 10:25 \| Bonne Terre \| Bonne Terre \| \| \| 10:40 \| Desloge \| Desloge \| \| \| 10:43 \| St. Francois \| St. Francois \| \| \| 10:49 \| Flat River \| Flat River \| \| \| 10:52 \| Rivermines (Missouri) \| Rivermines (Missouri) \| \| \| 10:55 \| Elvins \| Elvins \| \| \| 10:56 \| Derby \| Derby \| \| \| 11:15 \| Doe Run Junction \| Doe Run Junction \| \| \| 11:25 \| Doe Run \| Doe Run \| |                                    |                        |                        |
| Kopfbahnhof Streckenanfang | 08:55                              | Riverside              | Riverside              |
| Haltepunkt / Haltestelle | 09:02                              | Herculaneum            | Herculaneum            |
| Haltepunkt / Haltestelle | 09:19                              | Chrystal City – Festus | Chrystal City – Festus |
| Haltepunkt / Haltestelle | 09:18                              | Howe                   | Howe                   |
| Haltepunkt / Haltestelle (Strecke außer Betrieb) | 09:27                              | Plattin                | Plattin                |
| Haltepunkt / Haltestelle (Strecke außer Betrieb) | 09:38                              | Flucom                 | Flucom                 |
| Haltepunkt / Haltestelle (Strecke außer Betrieb) | 09:50                              | Oakvale                | Oakvale                |
| Haltepunkt / Haltestelle (Strecke außer Betrieb) | 09:50                              | Valles Mines           | Valles Mines           |
| Tunnel (Strecke außer Betrieb) | 09:57                              | Tunnel                 | Tunnel                 |
| Haltepunkt / Haltestelle (Strecke außer Betrieb) | 09:59                              | Silver Springs         | Silver Springs         |
| Brücke über Wasserlauf (Strecke außer Betrieb) | 10:08                              | Big River              | Big River              |
| Bahnhof (Strecke außer Betrieb) | 10:25                              | Bonne Terre            | Bonne Terre            |
| Haltepunkt / Haltestelle (Strecke außer Betrieb) | 10:40                              | Desloge                | Desloge                |
| Haltepunkt / Haltestelle (Strecke außer Betrieb) | 10:43                              | St. Francois           | St. Francois           |
| Bahnhof (Strecke außer Betrieb) | 10:49                              | Flat River             | Flat River             |
| Haltepunkt / Haltestelle (Strecke außer Betrieb) | 10:52                              | Rivermines (Missouri)  | Rivermines (Missouri)  |
| Haltepunkt / Haltestelle (Strecke außer Betrieb) | 10:55                              | Elvins                 | Elvins                 |
| Haltepunkt / Haltestelle | 10:56                              | Derby                  | Derby                  |
| Haltepunkt / Haltestelle | 11:15                              | Doe Run Junction       | Doe Run Junction       |
| Kopfbahnhof Streckenende | 11:25                              | Doe Run                | Doe Run                |

Die Mississippi River & Bonne Terre Railway (M.R. & B.T.) war eine Bahngesellschaft im südöstlichen Missouri, die eine Bahnstrecke von Riverside am Mississippi zu den   Bleibergwerken von Doe Run im St. Francois County betrieb. Die Stammstrecke war 46,492 mi (74,8 km) lang. Acht kurze Zweigstrecken hatten eine Länge von insgesamt 17,418 mi (28 km); die Ausweich- und Abstellgleise umfassten 30,664 mi (49,3 km) und das Schienennetz insgesamt 94,574 mi (152,2 km).

## Unternehmensgeschichte

### Vorläufer

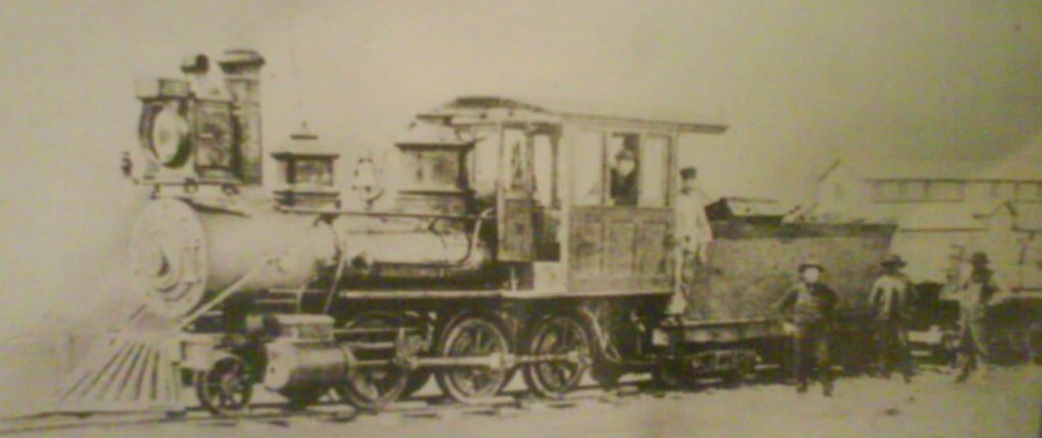
Die Schmalspurlok Nr. 1, die von 1880 bis 1890 auf der Strecke von Bonne Terre nach Summit eingesetzt wurde

Die Produkte und Versorgungsgüter der St. Joseph Lead Co., eines der weltweit größten Bleibergwerke, wurden bis 1880 auf von Zugtieren gezogenen Wagen von den Bergwerken zu einer Bahnstation der St. Louis & Iron Mountain Railway transportiert. Im Jahr 1880 baute die St. Joseph Lead Company eine 10 mi (16,1 km) lange Schmalspurbahn mit einer Spurweite von 3 Fuß (914 mm). Sie wurde am 18. Januar 1880 in Betrieb genommen und wurde als St. Joseph & Des Loge Railway bekannt. Mit ihr konnten Waren von Bonne Terre nach Westen zur Bahnstation Summit gebracht werden, die an der Bahnstrecke der St. Louis, Iron Mountain & Southern Railway Company lag, aber die Mineralien der St. Joseph Lead Company mussten nach wie vor über 18 mi (29 km) auf Ochsenwagen von den Bergwerken bis Bonne Terre gebracht werden. Die Schmalspurbahn gehörte sowohl der St. Joseph Lead Company als auch der Desloge Company. Sie wurde nach der Inbetriebnahme der M.R. & B.T. abgebaut. Die Kosten wurden zwischen den beiden Firmen aufgeteilt: St. Joseph zahlte 66 % und Desloge 33 %. Im Jahr 1887 kaufte die St. Joseph Lead Company das Vermögen der Desloge Lead Company und versuchte einen kürzeren Transportweg zu den Dampfschiffen auf dem Mississippi zu finden, um Transportkosten einzusparen.

### M.R. & B.T.

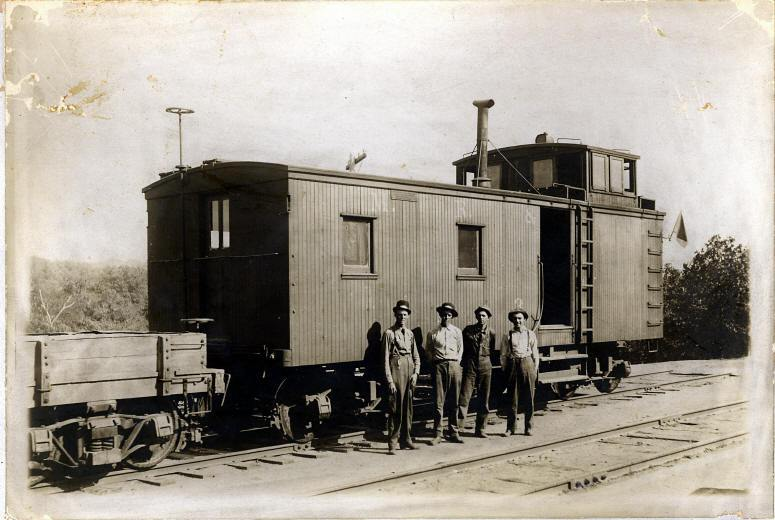
M.R. & B.T. Caboose No 3

Die M.R. & B.T. wurde am 11. Mai 1888 für einen Zeitraum von 50 Jahren gegründet, unter Berücksichtigung der Vorschriften aus Kapitel 21, Artikel 1 und 2 der revidierten Statuten von Missouri. Die Anteilseigner wurden von der St. Joseph Lead Company nominiert. Der erklärte Zweck des Unternehmens war es, eine Normalspur- oder Breitspur-Bahn zu bauen, zu betreiben und zu warten, die von Bonne Terre durch das St. Francois und das Jefferson County in Missouri führen sollte, zu einer Anlegestelle am Mississippi, die heute als Riverside bekannt ist. Die dafür geplante Streckenführung war 30 mi (48,3 km) lang, und das autorisierte Kapital war 300.000 US-Dollar, was 10.000 US-Dollar pro Meile entsprach.
Die Bahnstrecke wurde ursprünglich als Schmalspurbahn mit einer Spurweite von 3 Fuß (914 mm) ausgeführt. Der erste Streckenabschnitt wurde 1890 in Betrieb genommen und die Summit-Schmalspurbahn daraufhin abgebaut. Bereits 1894 wurde die Strecke auf Normalspur umgespurt und dann von Bonne Terre nach Doe Run verlängert, wo sie die Belmont Branch der Iron Mountain Railway bei Doe Run Junction kreuzte.

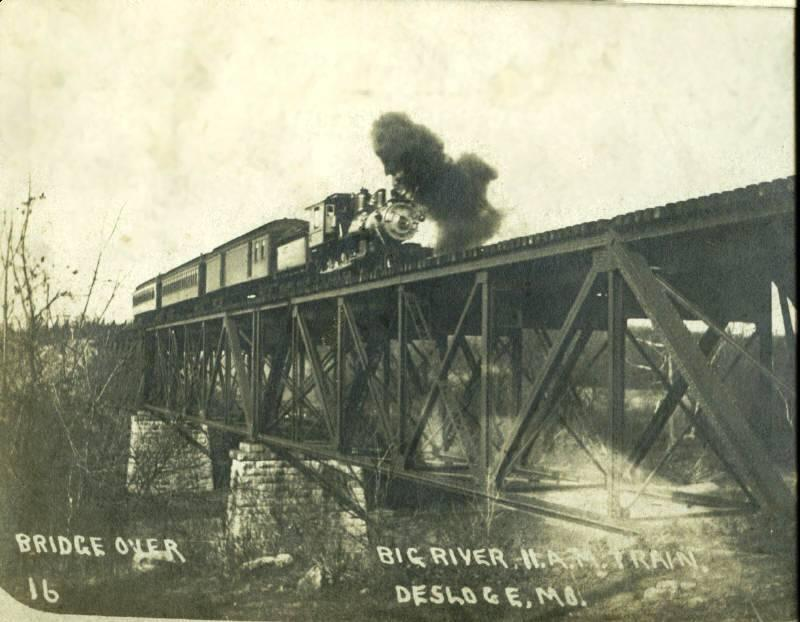
Elf-Uhr-Zug auf der Brücke über den Big River bei Desloge

Die Hauptstrecke der M.R. & B.T. war nach der Fertigstellung nur 46,492 mi (74,8 km) lang, aber sie zeigte sich als ein wichtiger Faktor bei der Entwicklung des Lead-Belt-Gebiets, was zu einem enormen Verkehrsaufkommen führte. Eine Abzweigung führte nach Leadwood und es gab viele Meilen lange Zubringer, Abzweigungen, Werksanschlüsse und Abstellgleise. Die Eisenbahn führte durch die wirtschaftlich bedeutsamen Städte Bonne Terre, Desloge, St. Francois, Flat River, Rivermines, Elvins und Doe Run.
Sie war im Wesentlichen wie andere Nebenbahnen gebaut: Die Steigungen betrugen nur 18 ‰ und die Radien der Kurven waren größer als 717 ft (218,5 m). Das Schienengewicht betrug 75–90 lb/yard (37,5–45 kg/m), ähnlich wie bei den meisten Nebenbahnen. Dennoch wurde in der Bestellung für zwei Baldwin-4-6-2-Pacific-Lokomotiven spezifiziert, dass die Lokomotivrahmen durchweg besonders stabil gebaut werden müssten. Sie sollten so konstruiert werden, dass sie dem rauen Betrieb und den erheblichen seitlichen Kräften standhielten, die dadurch entstanden, dass die Bahnstrecke fast nur aus Kurven bestand mit nur einer 1 mi (1,61 km) langen Geraden.
Die folgenden Änderungen gegenüber dem ursprünglichen Antrag wurden vorgenommen:
- Am 1. Mai 1891 wurde die Spurweite der Bahnlinie von Normalspur auf Schmalspur geändert, und am 4. November 1893 wieder von Schmalspur auf Normalspur umgespurt.
- Am 1. Mai 1891 wurde die Bahn von ihrem südlichen Endbahnhof in Bonne Terre etwa 18 mi (29 km) nach Doe Run verlängert und am 21. Juni 1895 um weitere 12,5 mi (20,1 km) von Doe Run nach Süden an einen Ort im Madison County.
- Am 1. Mai 1891 wurde das autorisierte Kapital auf 500.000 US-Dollar erhöht, am 21. Juni 1895 auf 600.000 US-Dollar, am 14. September 1903 auf 2.500.000 US-Dollar; und am 3. August 1911 auf 3.000.000 US-Dollar, was auch der Betrag des Gesamtkapitals am 30. Juni 1914, dem Tag einer ICC-Evaluierung, war.[1]

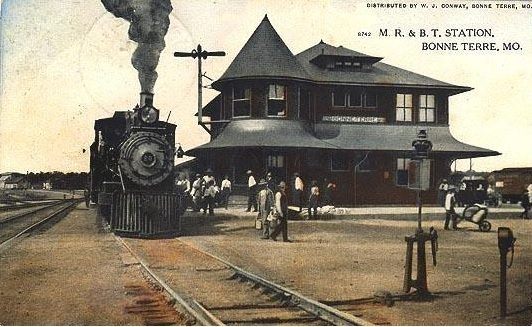
Bahnhof der M.R. & B.T. in Bonne Terre

Die 29,246 mi (47,1 km) lange Hauptstrecke der M.R.& B.T. von Riverside nach Bonne Terre wurde von der St. Joseph Lead Company in den Jahren 1889 und 1890 errichtet. Der reguläre Betrieb wurde am 10. März 1890 aufgenommen. Die 13,898 mi (22,4 km) lange Verlängerung der Strecke von Bonne Terre nach Doe Run Junction wurde ebenso von der St. Joseph Lead Company für die M.R. & B.T. erbaut. Sie wurde im Juni 1892 regulär in Betrieb genommen. Das 2,348 mi (3,8 km) lange südliche Ende der Hauptstrecke, das von Doe Run Junction nach Doe Run führte wurde 1892 von der Doe Run Company, einem Tochterunternehmen der St. Joseph Lead Company gebaut. Es wurde zunächst bis von der M.R. & B.T. unter einem Leasingvertrag betrieben, bis es 1893 käuflich erworben wurde. Die zuvor genannten 46,492 mi (74,8 km) langen Streckenabschnitte der Bahnstrecke wurden zunächst als Schmalspurstrecke errichtet, aber 1893–1894 auf Normalspur umgespurt.
Die vier zusammen 17,418 mi (28 km) Zweigstrecken wurden wie folgt errichtet:
- Die Turpin Branch von Doe Run nach Turpin mit einer Länge von 3,007 mi (4,8 km) wurde von der M.R. & B.T. 1895–1896 gebaut
- Die Hoffman Branch von Hoffman Junction nach Big River mit einer Länge von 3,180 mi (5,1 km) wurde von der M.R. & B.T. 1899 erbaut. Die Verlängerung von Big River zum Ende der Strecke mit einer Länge von 3,605 mi (5,8 km) wurde von der M.R. & B.T. 1902 gebaut. Die Gesamtlänge der Hoffman Branch war somit 6,785 mi (10,9 km).
- Die Gumbo Branch von den River Mines nach Mitchell Junction mit einer Länge von 3,289 mi (5,3 km) wurde von der St. Joseph Lead Company 1898 gebaut und wurde 1901 von der M.R. & B.T. gekauft. Die Verlängerung von Mitchell Junction bis ans Streckenende mit einer Länge von 1,326 mi (2,1 km) wurde von der M.R. & B.T. 1906 gebaut. Die Gumbo Branch hatte daraufhin eine Gesamtlänge von 4,615 mi (7,4 km).
- Die Crawley Branch von Flat River bis zum ersten Meilenstein bei 1,030 mi (1,7 km) wurde von der St. Joseph Lead Company 1893 gebaut und 1901 von der M.R. & B.T. gekauft in 1901; Die 0,731 mi (1,2 km) lange Verlängerung vom 1.030-Meilenstein bis Columbia Mill wurde von der Doe Run Lead Company 1900–1901 gebaut und 1908 von der M.R. & B.T. erworben. Die 1,250 mi (2 km) lange Verlängerung von Columbia Mill bis zum Streckenende wurde von der Columbia Lead Company 1897 gebaut und 1908 durch die M.R. & B.T. von der Doe Run Lead Company erworben. Die Crawley Branch war insgesamt 3,011 mi (4,8 km) lang.[1]

### Nachfolger
Die Missouri Pacific Railway erwarb 1929 die M.R. & B.T. und gliederte sie in die Missouri-Illinois Railroad ein, die die M.R. & B.T. bis 1945 als unabhängiges Tochterunternehmen betrieb. Im Jahr 1938 gab es einen Personenzug mit Benzinmotor, der täglich zwei Hin- und Rückfahrten absolvierte. Die Missouri Pacific Railway erwarb 51 % der Missouri–Illinois Railroad und vereinigte sich 1978 mit ihr.
Der Betrieb auf dem 11 mi (17,7 km) langen Streckenabschnitt von Derby bis zur Kreuzung in die Missouri-Illinois Railway bei Doe Run Junction wurde 1941 eingestellt. Der mittlere, 22 mi (35,4 km) lange Abschnitt von Howe nach Bonne Terre einschließlich Tunnel wurde 1969 stillgelegt. Die verbleibenden Restabschnitte an beiden Enden mit jeweils 8 mi (12,9 km) im Norden und Süden wurden in den späten 1980er Jahren noch genutzt.

## Schienenfahrzeuge
- 21 Dampflokomotiven
- 1172 Güterwagen
- 15 Personenwagen
- 10 Gleisbaufahrzeuge